# Onciale 051
L'Onciale 051 (numerazione Gregory-Aland), è un codice manoscritto onciale del Nuovo Testamento, in lingua greca, datato paleograficamente al X secolo.

## Testo
Il codice è composto da 92 spessi fogli di pergamena di 230 per 180 cm, contenenti un testo dei Apocalisse (Ap 1,1-11,14; 13,2-3; 22,8-14) con un commento di Andreas. Scritta in una colonna per pagina e 22 linee per colonna.
Contiene numerose lacune.

### Critica testuale
Il testo greco del codice è rappresentativo del tipo testuale misto. Kurt Aland lo collocò nella categoria III.
In Apocalisse 11,17 il codice aggiunge il testo και ο ερχομενος (insieme con i manoscritti 1006, 1841, e la Vulgata Clementina).

## Storia
Il codice è conservato alla Monastero di Pantokratoros (44) a Monte Athos.